# Симидзу, Юта
Юта Симидзу (яп. 清水悠太 ; род. 9 июня 1999) — японский профессиональный теннисист. Победитель семи турниров ATP Challenger (1 — в одиночном разряде); и победитель 23 турниров ITF (12 — в одиночном разряде).
В 2021 году Симидзу представлял Японию на Кубке Дэвиса, где его рекорд W/L: 1—0.
Финалист одного юниорского турнира Большого шлема в парном разряде (Открытый чемпионат США-2017) и полуфиналист одного юниорского турнира Большого шлема в парном разряде (Открытый чемпионат США-2016); бывшая пятая ракетка мира в юниорском рейтинге ITF (2017).

## Спортивная карьера

### Юниорские турниры
В сентябре 2017 года стал финалистом юниорского турнира Большого шлема Открытого чемпионата США в парном разряде вместе с соотечественником Тору Хориэ, проиграв в финале китайцам У Ибину и Сюй Юйсю со счётом 4-6, 7-5, [9:11].
Он также дважды выигрывал юниорский турнир Orange Bowl в парном разряде.

### 2018—2023
В 2018—2024 годах стал победителем одного турнира серии «челленджер» и двенадцати турниров серии «фьючерс» в одиночном разряде.
И в 2018—2024 годах стал победителем ещё шести «челленджеров» и одиннадцати «фьючерсов» в парном разряде.
В марте 2021 года сыграл один матч за сборную Японии в первом раунде мировой группы Кубке Дэвиса, в котором победил соперника из Пакистана.
3 октября 2021 года в городе Фалун (Швеция) Симидзу стал победителем турнира ITF M25 FALUN, где он в финале парного разряда вместе с узбекском Хумаюном Султановым со счётом 6-3, 3-6, [11:9] победил своих соперников австралийца Блэйка Эллиса и японца Рента Токуда.

### 2024
В ноябре 2024 года, в Иокогаме (Япония) стал победителем турнира серии «челленджер» в одиночном разряде, где он в финале победил австралийца Ли Ту со счётом 6-7(4-7), 6-4, 6-2.

## Рейтинг на конец года
| Год  | Одиночный рейтинг | Парный рейтинг |
| 2023 | 211               | 256            |
| 2022 | 409               | 183            |
| 2021 | 421               | 502            |
| 2020 | 336               | 585            |
| 2019 | 378               | 566            |
| 2018 | 359               | 373            |
| 2017 | 879               | 1320           |
| 2016 | 1769              | —              |